# Obeliskportal

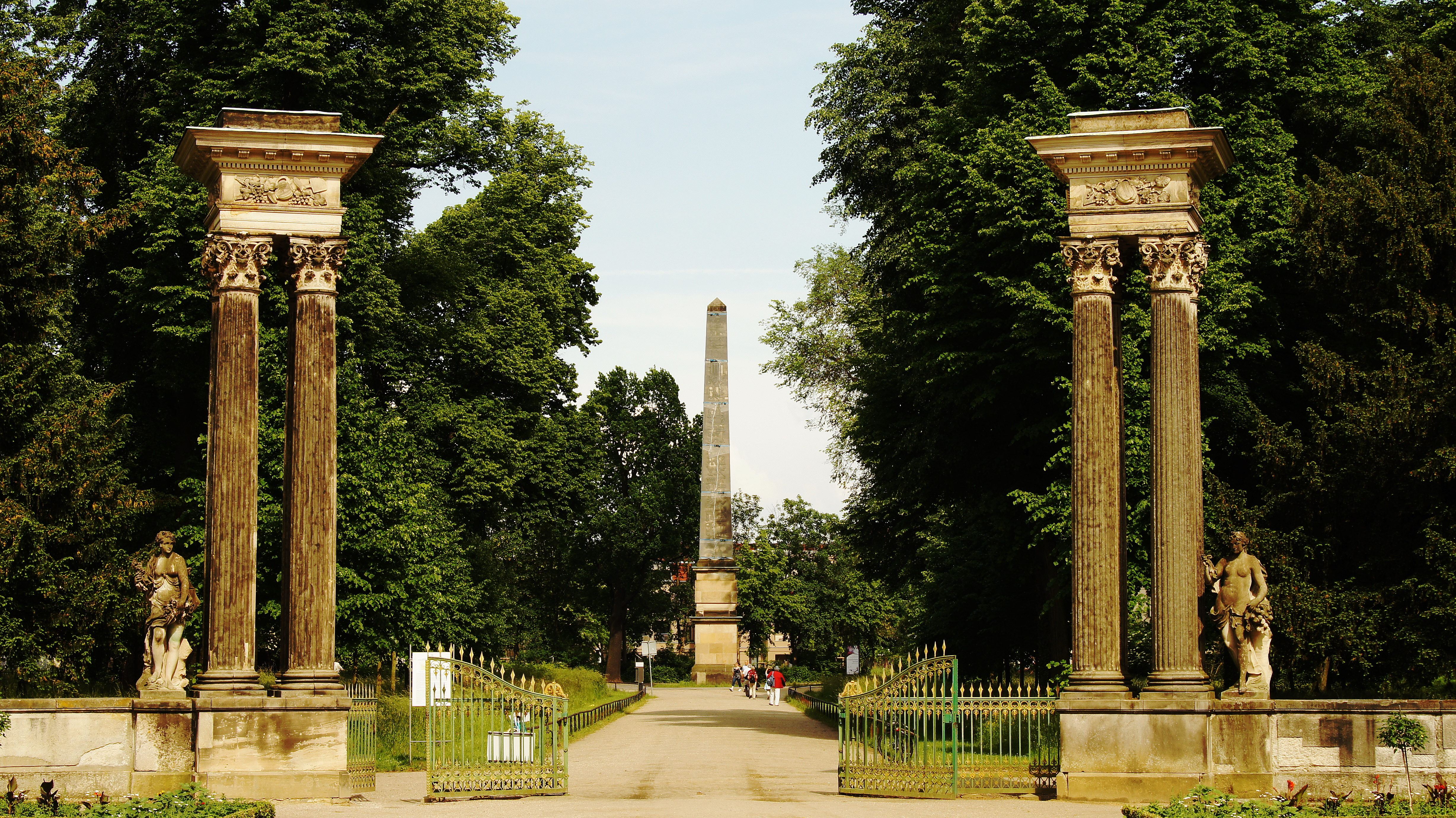
Obeliskportal mit Blick nach Osten zum Obelisk

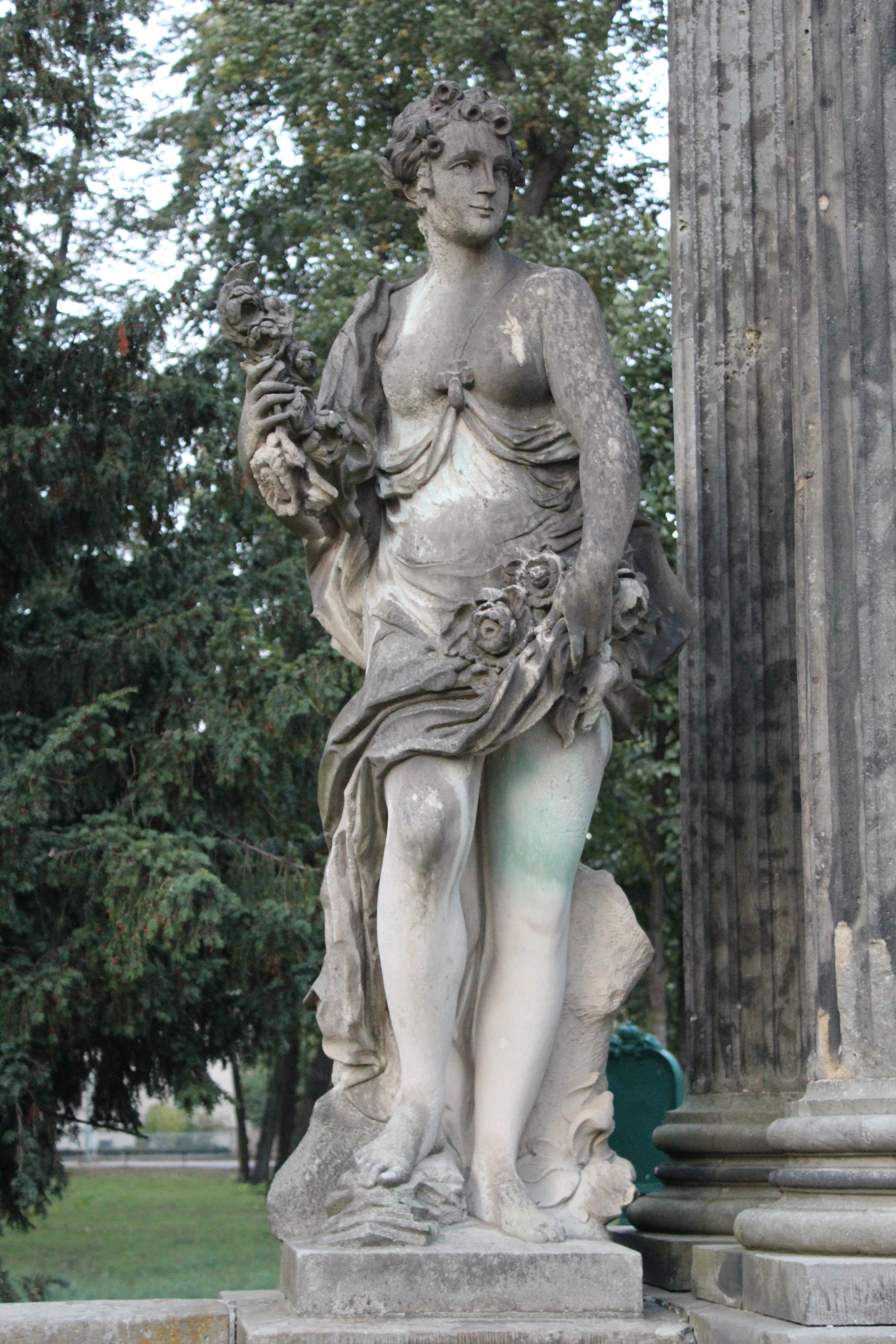
Flora, Friedrich Christian Glume, Kopie

Das Obeliskportal ist ein 1747 am östlichen Ende der Potsdamer Parkanlage Sanssouci errichtetes Ausgangsportal aus Sandstein. Ihm gegenüber am westlichen Ende liegt das 1763 bis 1769 erbaute Neue Palais. Die rund zwei Kilometer lange Hauptallee, die in einer Linie in westöstlicher Richtung durch den Park verläuft, verbindet das Portal in einer Sichtachse mit dem Gästeschloss Friedrichs des Großen. Das Obeliskportal gehörte zu den ersten bildhauerischen Arbeiten der Gartenanlage nach Fertigstellung des Schlosses Sanssouci. 
Friedrich der Große beauftragte Georg Wenzeslaus von Knobelsdorff mit der künstlerischen Gestaltung des Ostausgangs. Auf Wunsch des Königs entstand in Erinnerung an seine Kronprinzenzeit in Rheinsberg ein Pendant zum ebenfalls von Knobelsdorff entworfenen Gartenportal des Rheinsberger Schlosses. Mit der Ausführung der Bildhauerarbeiten wurde Friedrich Christian Glume beauftragt. 
Das niedrige Parktor wird von zwei Säulengruppen mit je vier korinthischen Säulen flankiert. Auf ihnen ruht jeweils ein mit einer Vase und mit Putten bekröntes Gebälkstück. Den Säulengruppen schließen sich – vom Park aus gesehen – konvex verlaufende Mauern an, auf denen Figuren der römischen Göttin der Blumen, Flora, und der Göttin der Früchte, Pomona, stehen. Im weiteren Verlauf des Mauerbogens folgen Vasen und an den Enden Treppen mit Nymphen. Die aus der Werkstatt Glumes stammenden originalen Sandsteinplastiken auf der Tormauer wurden um die Mitte des 20. Jahrhunderts durch Kopien ersetzt. 
Im Dezember 2024 begannen die Vorbereitung für die Demontage der beiden Säulengruppen. Sie sollen bis Herbst 2025 umfassend saniert werden und danach an ihren Platz zurückkehren. Hierfür sind 450.000 Euro angesetzt.

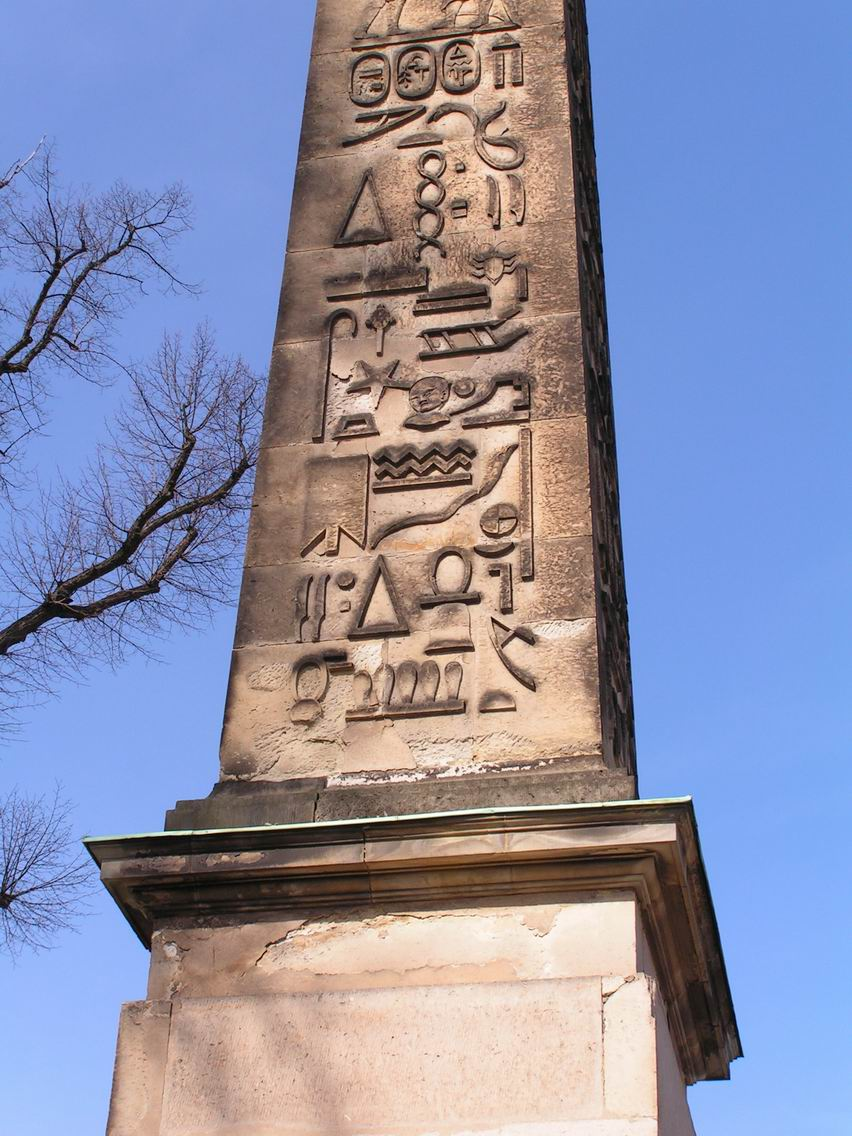
Hieroglyphen am Obelisk

## Obelisk
Der Obelisk, wenige Meter außerhalb des Parks an der Schopenhauerstraße, zeigte schon in friderizianischer Zeit die Grenze des Areals an und war Namensgeber für das Portal. Der Steinpfeiler entstand 1748 nach Entwürfen Knobelsdorffs und wurde durch den Steinmetzen Johann Christian Angermann ausgeführt. Die schmückenden Hieroglyphen stammen entweder von Johann Michael Hoppenhaupt oder dessen jüngerem Bruder Johann Christian. Die ägyptisierenden Schriftzeichen beinhalten keinen Text, sondern sind freie Fantasie des Künstlers, da die Übersetzung von Hieroglyphen im 18. Jahrhundert noch nicht möglich war.